# Dorsa di Encelado
Segue una lista dei dorsa presenti sulla superficie di Encelado. La nomenclatura di Encelado è regolata dall'Unione Astronomica Internazionale; la lista contiene solo formazioni esogeologiche ufficialmente riconosciute da tale istituzione.
I dorsa di Encelado portano i nomi di personaggi e luoghi tratti da Le mille e una notte.

## Prospetto
| Dorsum       | Eponimo                                    | Latitudine | Longitudine | Diametro |
| ------------ | ------------------------------------------ | ---------- | ----------- | -------- |
| Cufa Dorsa   | Cufa - Città de Storia di Qamar Al-Zaman.  | 3,19° N    | 286,17° W   | 90 km    |
| Ebony Dorsum | Ebony - Città de Storia di Qamar Al-Zaman. | 5,74° N    | 280,54° W   | 70 km    |